# Une maison de poupée
Pour les articles homonymes, voir Maison de poupée (homonymie).
Ne pas confondre avec Une maison de poupée, film suédois adapté d'un roman d'August Strindberg.
Une maison de poupée (Et Dukkehjem) est une pièce de théâtre du dramaturge norvégien Henrik Ibsen, créée en 1879. Elle est inscrite au registre international Mémoire du monde de l'UNESCO.

## Inspiration

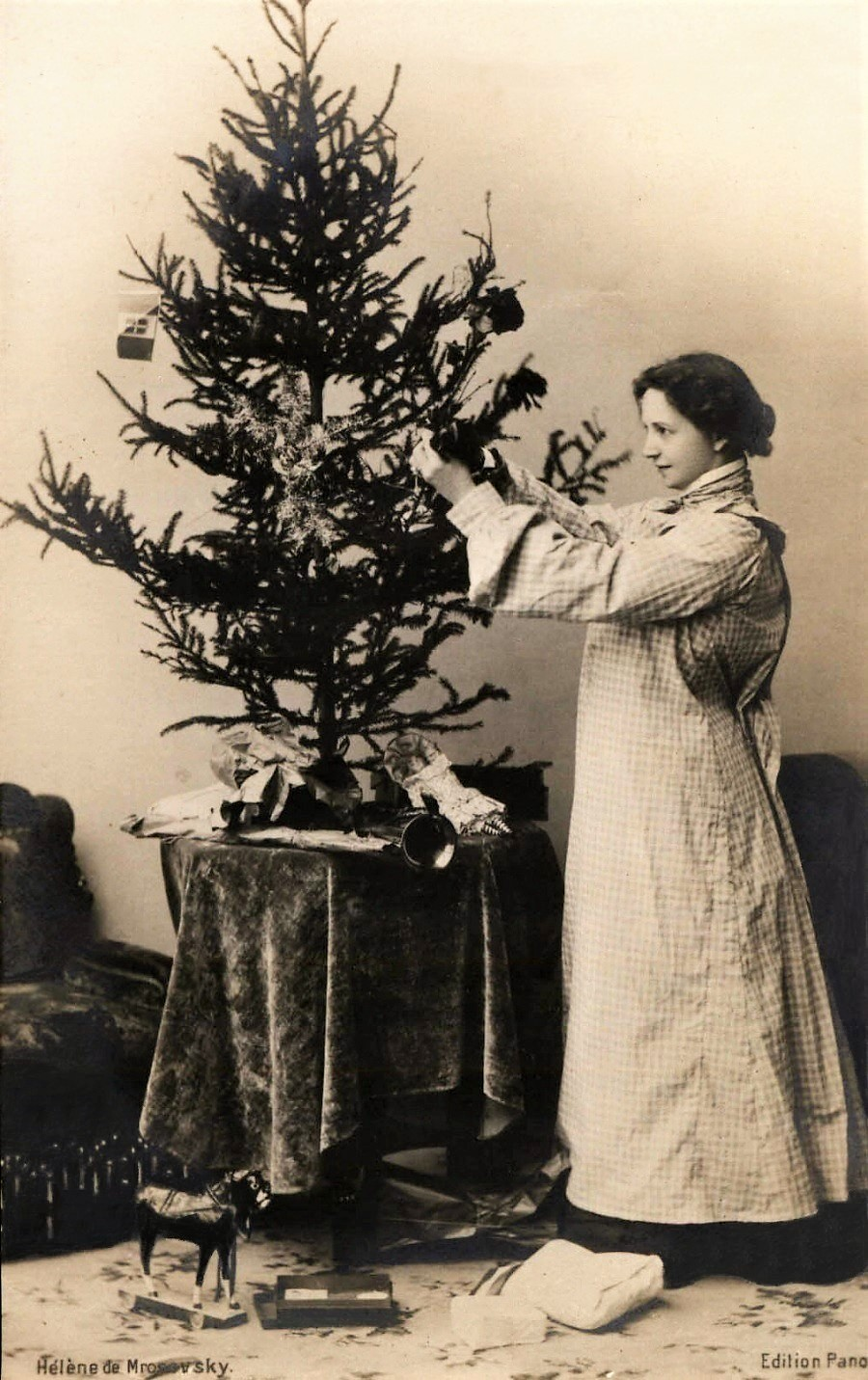
Vera Komissarjevskaïa dans Une maison de poupée en 1904.

En 1869, John Stuart Mill fait paraître De l'assujettissement des femmes, que Suzannah Ibsen lit et dont elle parle avec insistance à son mari, selon leur fils Sigurd qui a rapporté l'anecdote. Le philosophe britannique défend la cause de l'émancipation des femmes et demande qu'elles bénéficient elles aussi du suffrage : « Le principe qui régit les relations sociales entre les deux sexes - la subordination légale d'un sexe à l'autre - est mauvais en soi et constitue l'un des obstacles principaux à l'amélioration du genre humain. »
Le personnage de Nora a un modèle bien réel : l'écrivaine dano-norvégienne Laura Petersen. Amie des Ibsen, elle se marie en 1873 avec Kieler, un professeur danois. Trois ans après leur mariage, Kieler est victime d'une maladie pulmonaire, qui nécessite beaucoup d'argent. Sa femme envisage d'en emprunter, rédige une fausse lettre de change, mais finalement s'abstient d'en user. Son mari, apprenant les faits, entre dans une grande colère et l'hospitalise pour instabilité psychique. Malgré les demandes insistantes de Laura Kieler, Ibsen ne niera jamais avoir été inspiré par son histoire.
Ces différentes influences le conduisent à poser le constat suivant : « une femme ne peut pas être elle-même dans la société contemporaine, c'est une société d'hommes avec des lois écrites par les hommes, dont les conseillers et les juges évaluent le comportement féminin à partir d'un point de vue masculin ».

## Résumé de l'histoire

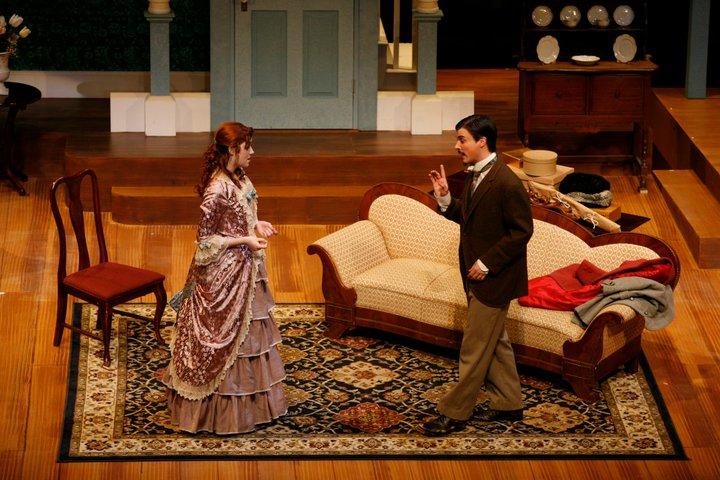
Représentation de la pièce "Une maison de poupée"

Nora, personnage principal de la pièce, est mariée depuis huit ans à Torvald Helmer, un directeur de banque avec lequel elle a eu trois enfants. Le rôle de Nora dans son mariage consiste en celui d'une simplette : son mari ne cesse de l'appeler son « alouette » ou son « petit écureuil » sans la prendre au sérieux et en la traitant de façon superficielle. Helmer se contente ainsi de lui donner des directives et cela sans méchanceté aucune de sa part car il considère simplement que c'est le rapport normal entre hommes et femmes, comme le veut l'opinion de son époque.
À la suite d'une maladie de son mari, le médecin annonce à Nora que le seul moyen de sauver ce dernier est de l'emmener faire un voyage en Italie où le repos lui apportera la guérison. Le voyage coûtant cher et Nora n'ayant pas les moyens, elle ne trouve d'autre recours que de faire un faux en écriture, sans toutefois connaître la gravité de son acte (nb : ces événements ont lieu avant le début de la pièce). La pièce débute quand Krogstad (la personne ayant prêté l'argent à Nora) menace de tout révéler au mari de Nora. Nora va se battre pour empêcher Helmer de savoir ce qu'elle a fait à son insu.
Helmer finira par être mis au courant du faux en écriture commis par sa femme : Krogstad envoie une lettre expliquant le tout à Helmer. Ce dernier réagit avec horreur, dégoût et colère. Il ne pense qu'à sa réputation et qualifie l'amour qui a poussé Nora à agir ainsi de « prétexte stupide ».
Peu après, une seconde lettre parvient à Helmer, contenant la reconnaissance de dette : Krogstad renonce à rendre l'affaire publique. À la suite de quoi Helmer pardonne à sa femme. Contrairement à un drame conventionnel victorien, la pièce ne s'arrête pas là.
Nora réalise qu'elle vient d'avoir la première conversation sérieuse avec son mari depuis qu'ils se connaissent. Elle ajoute que son père la traitait lui aussi comme une poupée. Nora quitte son mari pour mieux comprendre le monde qui l'entoure, trouver ses réponses aux grandes questions de la vie. Dans l'optique d'un possible retour une fois cela accompli, elle impose une condition à son mari : « que leur vie en commun puisse devenir un vrai mariage ».

## Personnages
- Nora Helmer, l'héroïne, femme de Torvald, mère de trois enfants, elle vit selon les codes bourgeois du XIXe siècle, mais à la fin se rend compte de sa condition et plus généralement de la condition des femmes au XIXe siècle.
- Torvald Helmer, le mari de Nora, banquier récemment promu, suit le système de valeur des bourgeois du XIXe siècle soit la peur du déshonneur.
- Dr. Rank - un riche ami de la famille, secrètement amoureux de Nora. Il est sur le point de mourir. Il s'agit d'un médecin, ami de Torvald et de Nora.
- Christine Linde, une amie d'école de Nora, veuve mélancolique, ancienne amante de Krogstad, femme indépendante, à la recherche d'un emploi.
- Nils Krogstad, employé à la banque de Torvald, père célibataire poussé au désespoir. Maître chanteur de Nora. Ancien amoureux éconduit de Christine.
- Ivar, Bobby et Emmy, les enfants.
- Anne-Marie, la vieille nourrice de Nora, qui maintenant s'occupe des enfants.
- Hélène, la servante des Helmer.
- Le Porteur, il livre un arbre chez les Helmer.

## Réception
Une maison de poupée est une critique acerbe des rôles traditionnels des femmes et des hommes dans le mariage. 
Pour une grande partie des Européens du XIXe siècle, la pièce est jugée scandaleuse. Si les liens du mariage sont considérés comme sacrés, c'est davantage la question de l'abandon des enfants qui rend inacceptable le départ de Nora du domicile conjugal. Une partie des pays européens de tradition protestante censurent la pièce, soit en l'interdisant totalement, soit en faisant pression sur Ibsen pour qu'il modifie la fin.
- Allemagne : à la demande du directeur du théâtre et de l'actrice principale, Ibsen doit écrire un dénouement alternatif où Nora tombe à genoux devant la porte de ses enfants, acceptant de se sacrifier pour eux et pour son mari au prix de son propre épanouissement. Malgré ces modifications et la germanisation des noms, la pièce est mal accueillie par le public et le personnage de Nora est jugé puéril et de mauvais exemple[5]. Ibsen regretta par la suite d'avoir accepté cette adaptation. Le destin de Nora est commenté avec perplexité dans les milieux intellectuels, notamment par Lou Andreas-Salomé : « Nous quittons ainsi Nora au moment de son entrée dans l’inconnu et le lointain de la vie, qui s’ouvre obscurément devant elle : nous l’abandonnons, son bâton de pèlerin à la main. Or rien encore ne lui dit si elle trouvera le chemin à travers cette obscurité, si elle atteindra son but »[6].
- Grande-Bretagne : Une maison de poupée est d'abord interdite par le Lord Chambellan sous couvert de l'acte de censure de 1737[7].
- Dans les pays de tradition catholique, la pièce ne subit ni censure ni amendement. Le directeur de l'Odéon obtient les droits pour monter la pièce en 1889, mais la représentation n'a lieu que le 20 avril 1894 au Théâtre de Vaudeville, avec Réjane dans le rôle de Nora. Le succès est immédiat. La comédienne reçoit un télégramme enthousiaste d'Ibsen le jour de la première : « Mon rêve est réalisé, Réjane a créé Nora à Paris[2] ».
- Chine et Japon : la pièce est diffusée au Japon à partir de 1889 et, dans les années 1910-1920, alimente largement les débats sur la condition féminine dans les deux pays[8].

À peu près toutes les représentations de la pièce, de nos jours, choisissent la fin originale, de même que presque toutes les versions filmées (à l'exception de la version argentine de 1943 avec Delia Garcés, qui situe l'histoire dans les années 1940).
La pièce d'Ibsen connaît un regain de popularité dans les années 1970 où le personnage de Nora est revendiqué par le mouvement féministe. En réaction, l'auteure autrichienne Elfriede Jelinek écrit une pièce, Ce qui arriva après que Nora eut quitté son mari ou les soutiens des sociétés (1977), proposant une relecture critique de la pièce d'Ibsen et de ses personnages.

## Adaptations filmées
- 1918 : A Doll's House, film américain tourné par Maurice Tourneur
- 1922 : A Doll's House, film américain réalisé par Charles Bryant, avec Alla Nazimova
- 1943 : Casa de Muñecas, film argentin réalisé par Ernesto Arancibia, avec Delia Garcés
- 1959 : A Doll's House, téléfilm américain réalisé par George Schaefer, avec Julie Harris et Christopher Plummer
- 1973 : Maison de poupée (A Doll's House), film britannique réalisé par Patrick Garland, avec Claire Bloom et Anthony Hopkins
- 1973 : Maison de poupée, film franco-britannique de Joseph Losey, avec Jane Fonda et Delphine Seyrig
- 1974 : Nora Helmer, téléfilm allemand de Rainer Werner Fassbinder, avec Margit Carstensen
- 1992 : A Doll's House, téléfilm britannique de David Thacker, avec Juliet Stevenson
- 1993 : Sara, film iranien de Dariush Mehrjui avec Niki Karimi, réalisé en 1992

## Mises en scène
- 1894 : Une maison de poupée, avec Réjane, Théâtre du Vaudeville (Paris)
- 1925 : Une maison de poupée, mise en scène de Lugné-Poe, avec Suzanne Desprès, Lugné-Poe et France Ellys (Paris)
- 1930 : Une maison de poupée, mise en scène de Georges Pitoëff, avec Ludmilla Pitoëff, Théâtre de l'Œuvre (Paris) ; reprise en 1936 au Théâtre des Mathurins (Paris)
- 1952 : Une maison de poupée, mise en scène de Jean Mercure, avec Danièle Delorme, Comédie-Caumartin (Paris)
- 1987 : Maison de poupée, mise en scène de Claude Santelli, avec Magali Renoire, Wladimir Yordanoff, Théâtre de la Commune (Aubervilliers)
- 1997 : Une maison de poupée, mise en scène de Deborah Warner, avec Dominique Blanc, Odéon-Théâtre de l'Europe, Théâtre national de Bretagne
- 1997 : A Doll's House, mise en scène d'Anthony Page, Brodway (Tony Award de la meilleure mise en scène pour une pièce)
- 2002 : Une maison de poupée, mise en scène de Thomas Ostermeier, Festival d'Avignon
- 2009 : El desarrollo de la civilización venidera (Le développement de la civilisation à venir) mise en scène de Daniel Veronese qui prend un certain nombre de libertés avec l'œuvre originale, MC 93 Bobigny[7]
- 2009 : Une maison de poupée, mise en scène et scénographie de Stéphane Braunschweig, avec Chloé Réjon, Théâtre national de la Colline
- 2010 : Une maison de poupée, mise en scène de Michel Fau, avec Audrey Tautou, Théâtre de la Madeleine
- 2010 : Une Maison de poupée, mise en scène de Jean-Louis Martinelli, avec Marina Foïs, Théâtre Nanterre-Amandiers[9]
- 2012 : Nora, mise en scène de Julia Wissert, Mozarteum de Salzbourg
- 2016 : Une maison de poupée, mise en scène de Philippe Person, avec Florence Le Corre, Lucernaire
- 2018 : Une maison de poupée, mise en scène de Benoît Rioux, avec Marie-Pier Labrecque, Théâtre Denise-Pelletier (salle Fred-Barry) (Montréal)

## Éditions françaises
- Le Livre de poche, préface de Jean Cocteau, traduction de Maurice Prozor, 1968,  (ISBN 2253052558 et 978-2253052555).
- Imprimerie nationale/Actes Sud, Collection Le Spectateur Français, vol.1, traduction et présentation de Terje Sinding, 1991.
- Ibsen, Une maison de poupée, traduction Régis Boyer, Éditions du Porte-Glaive, 1988, rééd. Flammarion, « GF », 1994.
- Babel (livres de poche), traduction et postface d'Éloi Recoing, éditions Actes Sud, 2009,  (ISBN 2330065892 et 978-2330065898).
- Le Livre de Poche, introduction et traduction de Marc Auchet, 1990  (ISBN 9782253052555)